# Lill-Klövtjärnen
Lill-Klövtjärnen är en sjö i Bodens kommun i Norrbotten och ingår i Altersundets huvudavrinningsområde.